# Pederneg
Pederneg (en francès Pédernec) és un municipi bretó, situat al departament francès de les Costes d'Armor. El consell municipal ha aprovat la carta Ya d'ar brezhoneg.

## Demografia
| 1962                                       | 1968  | 1975  | 1982  | 1990  | 1999  |
| ------------------------------------------ | ----- | ----- | ----- | ----- | ----- |
| 1.712                                      | 1.629 | 1.527 | 1.664 | 1.633 | 1.654 |
| Des de 1962: població sense dobles comptes |       |       |       |       |       |

## Administració
| Període | Identitat         | Partit |
| ------- | ----------------- | ------ |
| 2001-   | Jean-Paul Le Goff |        |